# Thinkin Bout You (canção de Frank Ocean)
"Thinking Bout You" é uma canção do artista musical estadunidense Frank Ocean, lançada como single principal do seu álbum de estúdio Channel Orange, em 2012. A composição da canção foi feita por Frank Ocean e produzida por Shea Taylor. Originalmente dedicada ao lançamento do álbum de estreia de Bridget Kelly, Frank lançou a versão original na sua conta do Tumblr em 2012. Em maio de 2012, a canção foi oficialmente enviada às rádios e lançada no iTunes.
Em termos líricos, a canção fala sobre um relacionamento turbulento. Explora, ainda, sentimentos de arrependimento e desgosto. Consequentemente, a canção recebeu críticas altamente positivas. Os profissionais críticos da música ressaltaram a atmosfera musical integrada por Frank no falsete e na sua habilidade de letrismo, além de salientarem influências bissexuais na canção.
Em setembro de 2012, a música alcançou a 32ª posição na Billboard Hot 100 dos Estados Unidos, a 94ª posição na UK Singles Chart e a 13ª posição na Top Heatseekers. Em 15 de setembro de 2011, um vídeo musical para a canção foi lançado, sob a direção de arte visual do grupo High5Collective, O videoclipe inicia-se com Ocean em um comportamento violento, cercado por uma história de amor e de figuras zumbis interdimensionais. Em novembro de 2011, Frank performou a canção durante sua turnê de sete apresentações pela América do Norte e Europa, além do Coachella de 2012. "Thinkin Bout You" recebeu certificação de platina pela Recording Industry Association of America, após a venda de mais de um milhão de cópias pelos Estados Unidos. Em 2013, a canção recebeu nomeação para o Grammy Awards como Gravação do Ano.

## Antecedentes
No início de 2011, Bridget Kelly, artista da gravadora Roc Nation, contatou Frank para a composição de uma música para o seu álbum. A canção em questão acabou se tornando "Thinking About You", sendo descrita por Kelly como "um meio de exibir a vulnerabilidade pessoal". Em 28 de julho de 2011, Ocean vazou a versão de demonstração da canção na sua conta do Tumblr, estilizando o título para "Thinkin Bout You". Logo depois, a canção foi retirada de rede social. Bridget, que já havia gravado uma versão da música, renomeou a canção para "Thinking About Forever", após o vazamento do cantor. Em 2011, a cantora inseriu o single em seu EP, Every Girl. Apesar do conflito que surgiu entre os artistas, Kelly perdoou Ocean, mas não gostava da forma com que as pessoas lembravam apenas da versão de Ocean como original. Em relação à confusão, a cantora afirmou:
| “ | Com todo esse impulso que surgiu, vamos deixar a música ter vida própria. Eu considero a canção incrível e bem escrita. Frank Ocean é incrivelmente talentoso e nunca direi algo contra isso. Por outro lado, ele também faz o que quiser, pois também é um artista. | ” |

Mais tarde, Ocean afirmou que a escolha da sua própria versão da canção foi pelas profundas questões pessoais que a música transpassava. Em 8 de março de 2012, uma versão remasterizada da música foi tocada no iHeartRadio, destinada a ser o single principal do álbum de Frank Ocean. Em uma listening party de junho de 2012, foi confirmado que a canção apareceria no álbum de Ocean, Channel Orange, lançado em 17 de julho de 2012. A versão da faixa do álbum foi eventualmente modificada pela segunda vez, dessa vez passando a contar com strings adicionais e uma posterior remasterização. Nos Estados Unidos, a canção foi enviada às rádios em 29 de janeiro de 2013. Em 17 de abril de 2012, a música foi disponibilizada para download digital.

## Composição
"Thinkin Bout You" é uma canção de R&B com batida em tons atmosféricos. Avaliada por críticos do meio musical, a canção é classificada como "uma balada ambiente que retém a simpatia de cada vibração minimalista de Ocean, sendo reforçada com sintetizadores em modo cintilante e uma produção leve." Ocean apresenta a canção suavemente, enquanto insere um falsete em certas seções da música. Jenna Hally Rubestein, colunista da MTV, compara o timbre vocal de Frank em "Thinking Bout You" com Robin Thicke, Justin Timberlake e Maxwell.
Liricamente, a faixa é um registro melancólico que discute a dor torturante de um amor platônico. Originalmente escrita para uma mulher, pode ser empregada para ambos os sexos. Após trazer sua bissexualidade em público, alguns críticos observaram a influência masculina em versos da música, como em: "Meus olhos não derramaram lágrimas / Mas derramaram o menino quando estou pensando em você". Para alguns, a faixa é uma expressão de amor proibido, visto que o artista expressa a inquietude de sua sexualidade dentro de elementos efusivos do amor. Frank lembra a sua primeira relação sexual com um ex-amante, dirigido pelo nome de "boy" durante a música. Versos como "Um tornado voou em direção ao meu quarto antes de você chegar" e "Perdoe-me pela bagunça que isso fez / Geralmente, não chove no Sul da Califórnia", denotam  as confissões imersas no sofrimento de Ocean, admitindo que a situação saiu do controle.
Em relação à composição de Ocean, Jordan Sargent, da Pitchfork, afirmou que "a força de sua composição é a habilidade que ele possui em fzer com que alguém desconhecido sinta-se representado em temas tão pessoais, como se fosse um amigo de anos." Questões de gênero são empregadas na canção, uma vez que Frank questiona se a garota representada ainda sentia algo parecido. Erika Ramirez, da Billboard, escreveu que a faixa "destaca a proeza e a versatilidade de sua sonoridade, enquanto entrelaça estilos paralelos como R&B e até mesmo um pouco de funk."

## Recepção

### Crítica
Rolling Stone classificou a canção como a quarta melhor música de 2012. Complex nomeou a canção como a quarta melhor do ano de 2012, escrevendo a exploração vocal de Frank em espaços não convencionais, trazendo questões do amor a um patamar novo e urgente." Beyoncé chorou ao escutar a canção e escreveu um poema em apoio a Frank Ocean Knowles e Ocean haviam trabalhado na canção "I Miss You". O jornal The Village Voice classificou a canção como a segunda melhor música do ano de 2012.

### Comercial
Na semana de 22 de março de 2012, a canção estreou na 91ª posição da Billboard R&B/Hip-Hop Songs. Após o lançamento do álbum Channel Orange, a canção subiu para a 32ª posição da Billboard Hot 100, 6ª posição na Billboard Heatseekers, 94 no UK Singles Chart e 16 na parada musical de singles UK R&B. Em 14 de dezembro de 2012, "Thinking Bout You" recebeu a certificação de ouro pela Recording Industry Association of America (RIAA), devido ao feito de 500.000 cópias vendidas nos Estados Unidos. Até 28 de fevereiro de 2013, a canção tinha vendido mais de um milhão de cópias nos Estados Unidos.

## Posições
| Chart (2012–13)                                  | Posição |
| ------------------------------------------------ | ------- |
| Dinamarca (Hitlisten)                            | 33      |
| Japão (Billboard Japan Hot 100)                  | 87      |
| Nova Zelândia (RIANZ)                            | 30      |
| Coreia do Sul (Gaon Chart)                       | 88      |
| Reino Unido UK Singles Official Charts Company   | 94      |
| Reino Unido UK R&B (Official Charts Company)     | 16      |
| Estados Unidos Billboard Hot 100                 | 32      |
| Estados Unidos Hot R&B/Hip-Hop Songs (Billboard) | 7       |

| Chart (2012)                                     | Posição |
| ------------------------------------------------ | ------- |
| Estados Unidos Hot R&B/Hip-Hop Songs (Billboard) | 46      |

| Chart (2013)                                     | Position |
| ------------------------------------------------ | -------- |
| Estados Unidos Hot R&B/Hip-Hop Songs (Billboard) | 37       |

## Certificações
| País (Empresa)        | Certificação | Vendas    |
| --------------------- | ------------ | --------- |
| Estados Unidos (RIAA) | Platina      | 1,000,000 |